# الدفع النووي للطائرات

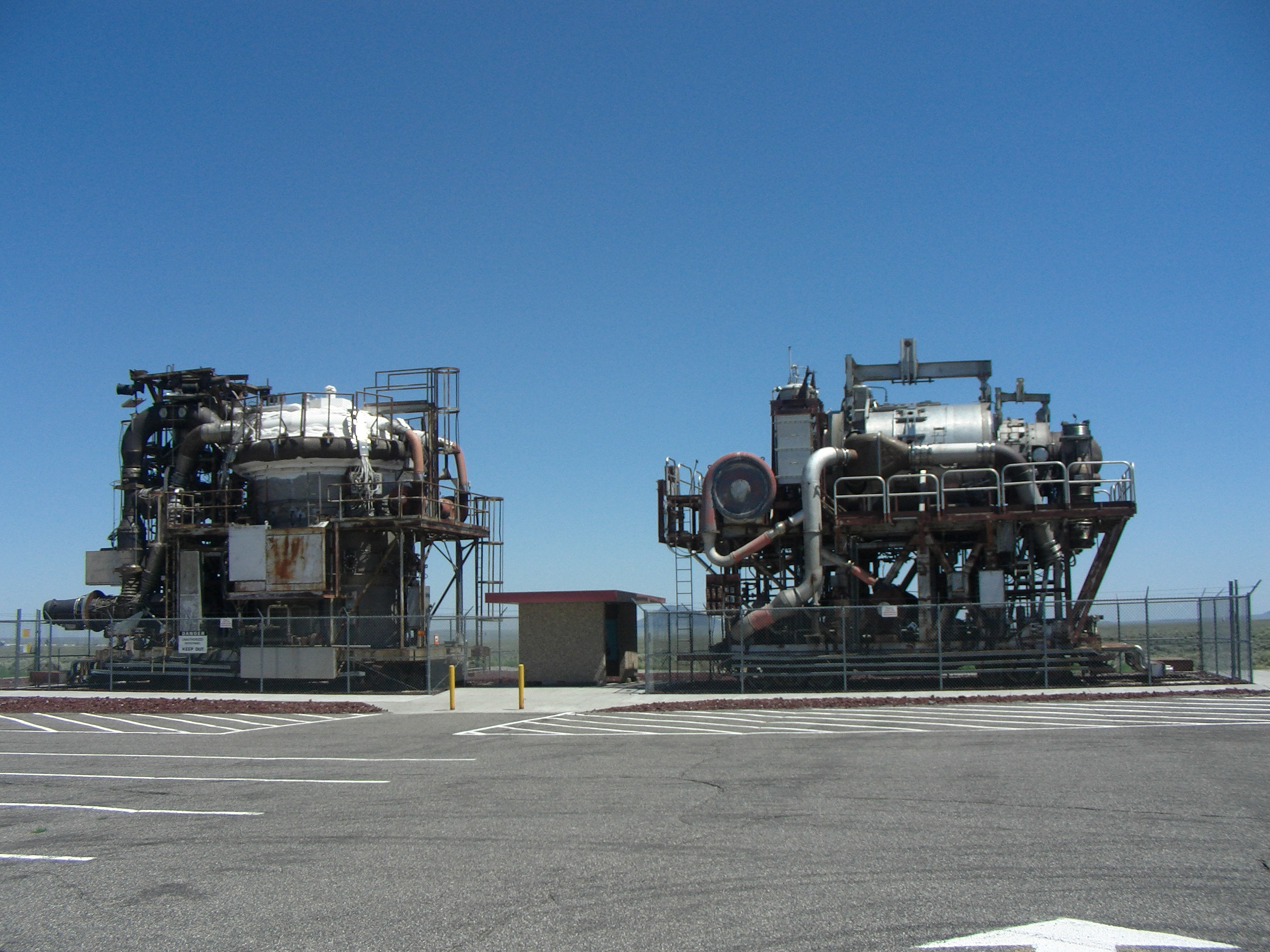
موقع التصنيع في مختبر ايداهو الوطني

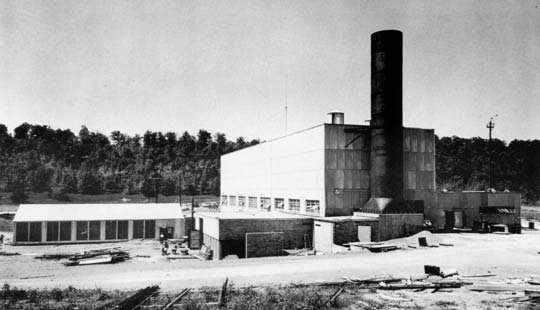
بناء تجربة مفاعل الطائرات

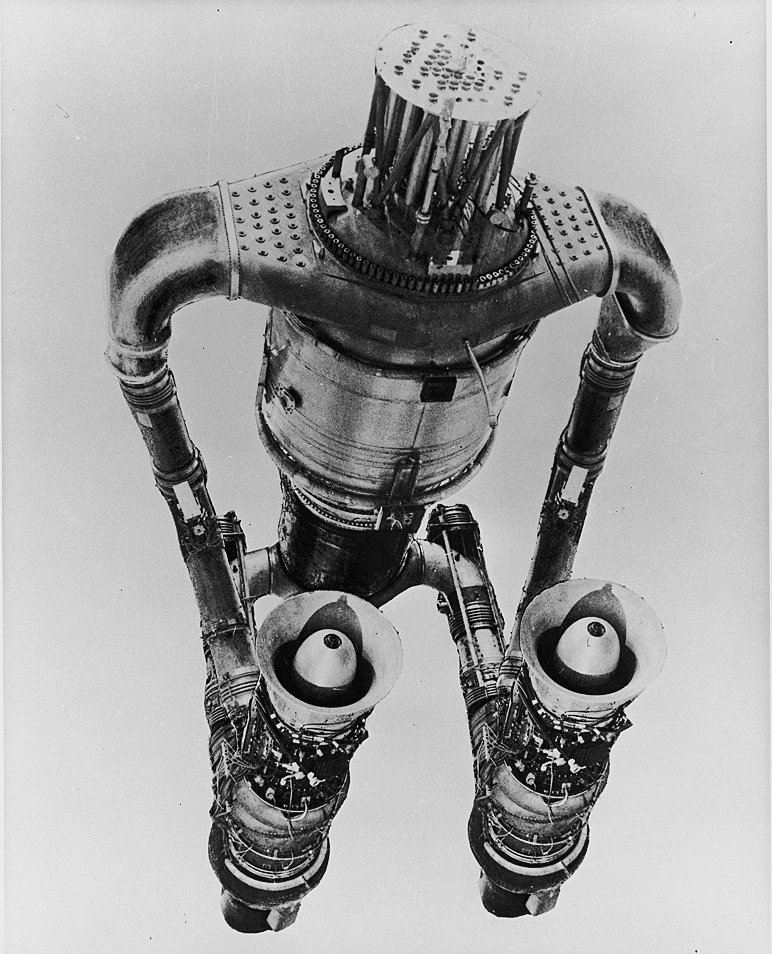
تجارب مفاعل نقل الحرارة.

الدفع النووي للطائرات هو مشروع الطاقة النووية الإمريكي السابق لدفع الطائرات على تطوير نظام الطائرات التي تعمل بالطاقة النووية. بدأت القوات الجوية لجيش الولايات المتحدة على مشروع الطائرات التي تعمل بالطاقة النووية في 28 مايو 1946.

## نبذة
تم تمويل المشروع بـ 10 ملايين دولار في عام 1947 وتم العمل حتى مايو 1951 عندما تم نقل المشروع إلى هيئة الطاقة الذرية الأمريكية.
اتبعت القوات الجوية الأمريكية نظامين مختلفين لمحركات الطائرات النفاثة التي تعمل بالطاقة النووية وهما:
- دورة الهواء المباشر (طورته شركة جنرال إلكتريك)[5]
- دورة الهواء غير المباشر (طورته شركة برات آند ويتني)[6]

## الأهداف
كان الهدف من البرنامج هو تطوير واختبار كونفير إكس-6 ولكن تم إلغائه في عام 1961 قبل بناء تلك الطائرة.